# Las Arenas (Arico)
Las Arenas es un núcleo de población perteneciente a la localidad de San Miguel de Tajao, en el municipio de Arico de la provincia de Santa Cruz de Tenerife —Canarias, España—.

## Geografía
Es uno de los núcleos costeros del municipio de Arico, hallándose a unos trece kilómetros de la capital municipal. Posee una superficie de 0,336 km² y se halla a una altitud media de 15 m s. n. m.
Cuenta con una zona habilitada para acampadas, así como con la playa de Callao Hondo y la Caleta Sardina.

## Demografía
| Año        | 2000 | 2005 | 2010 | 2015 | 2020 |
| ---------- | ---- | ---- | ---- | ---- | ---- |
| Habitantes | 46   | 108  | 83   | 89   | 111  |

## Comunicaciones
Se accede a Las Arenas por carretera desde el núcleo de Tajao.

### Transporte público
En autobús —guagua— queda conectado mediante la siguiente línea de TITSA:
| Línea | Trayecto                                                           | Recorrido     |
| ----- | ------------------------------------------------------------------ | ------------- |
| 430   | Granadilla - Villa de Arico - El Porís - Costa Arico - Las Maretas | Horario/Línea |